# Chirac-Bellevue
Chirac-Bellevue település Franciaországban, Corrèze megyében. Lakosainak száma 277 fő (2022. január 1.). Chirac-Bellevue Liginiac, Mestes, Neuvic, Palisse, Saint-Étienne-la-Geneste, Saint-Exupéry-les-Roches, Sainte-Marie-Lapanouze, Saint-Victour és Valiergues községekkel határos.

## Népesség
A település népességének változása:
| Lakosok száma | 265  | 217  | 191  | 253  | 278  | 287  | 294  | 292  | 287  | 277  |
|               | 1968 | 1982 | 1990 | 2006 | 2013 | 2015 | 2017 | 2019 | 2020 | 2022 |